# Tanycarpa interstitialis
Tanycarpa interstitialis är en stekelart som beskrevs av Statz 1936. Tanycarpa interstitialis ingår i släktet Tanycarpa och familjen bracksteklar. Inga underarter finns listade i Catalogue of Life.